# Око (го)
Око — одне з основних понять гри ґо, що являє собою незайнятий пункт, надійно обмежений каменями одного кольору. За правилами, два ока забезпечують життя групи. Більші оточені області можуть називатись очним простором, тобто територією, достатньою для побудови ока чи кількох очей.

## Справжнє око
Існують дві умови для визначення справжнього ока:
- група має оточувати щонайменше один незайнятий пункт
- камені, що утворюють око, мають бути надійно з'єднані

## Хибне око
Хибними очима є форми, що виглядають як очі, але не є ними, тобто можуть бути знищені.